# Sapowedny (Kursk)
Sapowedny (russisch Заповедный) ist eine Siedlung (ländlichen Typs) in der Oblast Kursk in Russland. Sie gehört zum Rajon Kursk und zur Landgemeinde (selskoje posselenije) Nowoposselenowski selsowjet.

## Geographie

### Allgemein
Der Ort liegt gut 18 km Luftlinie südwestlich des Oblastverwaltungszentrums Kursk im südwestlichen Teil der Mittelrussischen Platte, 7 km vom Sitz des Dorfsowjet – 1. Zwetowo, 75 km vor Grenze zwischen Russland und der Ukraine.

### Klima
Das Klima im Ort ist wie im Rest des Rajons kalt und gemäßigt. Es gibt während des Jahres eine erhebliche Niederschlagsmenge. Dfb lautet die Klassifikation des Klimas nach Köppen und Geiger.

## Bevölkerungsentwicklung
| Jahr | Einwohner |
| ---- | --------- |
| 2002 | 107       |
| 2010 | ▼98       |

Anmerkung: Volkszählungsdaten

## Verkehr
Sapowedny liegt 0,5 km vor Fernstraße föderaler Bedeutung M2 „Krim“ (ein Teil der Europastraße E105), an der Straße interkommunaler Bedeutung 38N-180 („Krim“ – Berjoska) und 9 km von der nächsten Eisenbahnhaltestelle 457 km (Eisenbahnstrecke Lgow-Kijewskij – Kursk) entfernt.
Der Ort liegt 107 km vom internationalen Flughafen von Belgorod entfernt.